# Воронино (Пластовский район)
Воронино — посёлок в Пластовском районе Челябинской области России. Входит в состав Борисовского сельского поселения.

## География
Посёлок находится в лесостепной части региона. Рядом протекает река Кабанка. До центра района города Пласта 30 км.

### Уличная сеть
- Береговой переулок,
- Заречная улица,
- Лесной переулок,
- Новая улица,
- улица Победы,
- Садовый переулок,
- Степной переулок,
- улица Уралочка,
- улица Кордон Ерёмкино.

## История
Посёлок основан в 1928 году. Назван в честь одного из первопоселенцев Фёдора Воронина.

## Население
| 2002 | 2010 |
| ---- | ---- |
| 204  | ↘167 |

## Инфраструктура
- Отделение ООО «Борисовское».
- МКДОУ «Детский сад № 24».

### Достопримечательность
Недалеко от посёлка находится географический центр Челябинской области. В честь этого установлена стела в виде пирамиды.

## Транспорт
Посёлок связан грунтовой дорогой с центром сельского поселения - селом Борисовка (15 км).